# Davide Biraschi
Davide Biraschi (Roma, 2 de julho de 1994) é um futebolista profissional italiano que atua como defensor.

## Carreira
Davide Biraschi começou a carreira no Grosseto.